# Dudley Pound

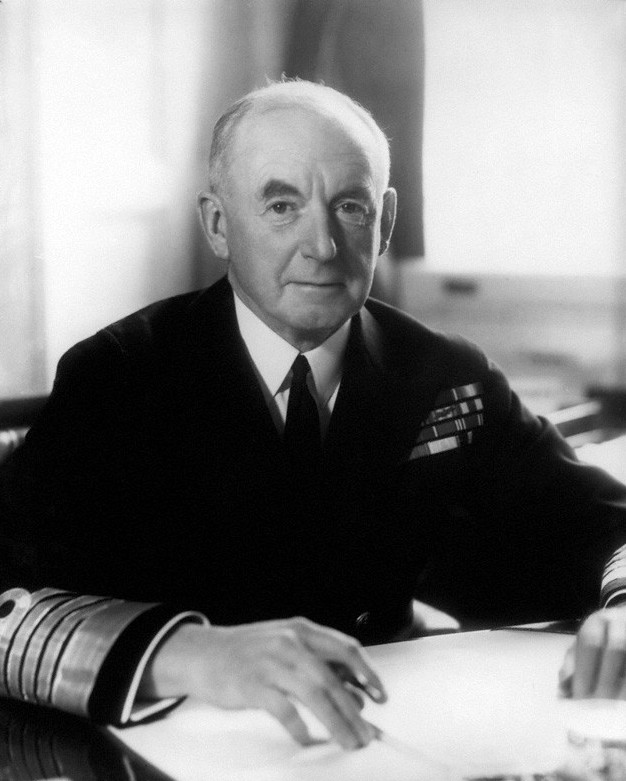
Flottenadmiral Sir Dudley Pound

Sir Alfred Dudley Pickman Rogers Pound GCB OM GCVO (* 29. August 1877 auf der Isle of Wight, England; † 21. Oktober 1943) war ein britischer Flottenadmiral, der zuletzt Erster Seelord der Royal Navy war.

## Leben

### Erster Weltkrieg und Nachkriegszeit
Nach dem Schulbesuch trat Pound, Sohn eines Barristers, 1891 in die Royal Navy ein und wurde 1914 zum Kapitän zur See befördert. Als solcher war er 1916 während der Skagerrakschlacht Kommandant des Schlachtschiffs HMS Colossus. Im Anschluss war er bis zum Ende des Ersten Weltkrieges Direktor der Abteilung für Operationen der Admiralität und dort zum Konteradmiral befördert.
Danach wechselte er in die Abteilung für Marineplanung und wurde 1922 Direktor dieser Abteilung. 1925 wechselte er als Stabschef zur Mittelmeerflotte, deren  Oberkommandierender Admiral Roger Keyes war, ehe er 1929 Kommandeur des Schlachtkreuzergeschwaders wurde.
1932 wurde er Zweiter Seelord und Chef des Marinepersonals. Im Juni 1933 wurde er durch Ritterschlag als Knight Commander des Bathordens geadelt und führte fortan den Namenszusatz „Sir“. Als Nachfolger von Admiral William Wordsworth Fisher wurde er am 20. März 1936 Oberkommandierender der Mittelmeerflotte und hatte diese Funktion bis zu seiner Ablösung durch Admiral Andrew Cunningham am 1. Juni 1939. Im Mai 1937 wurde er als Knight Grand Cross des Royal Victorian Order und im Januar 1939 als Knight Grand Cross des Bathordens ausgezeichnet.

### Zweiter Weltkrieg und Erster Seelord

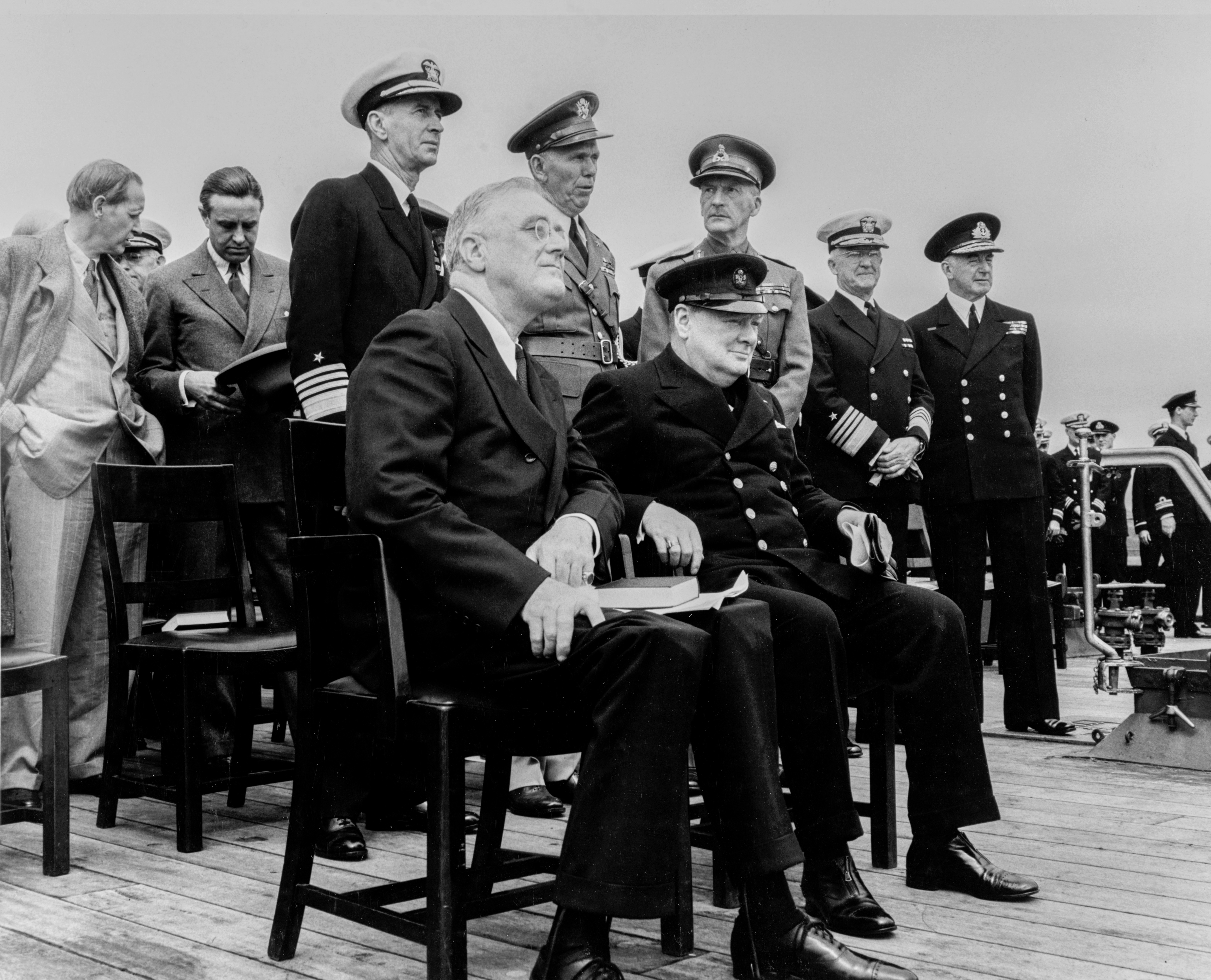
Admiral Pound (stehend rechts) an Bord der Prince of Wales bei der Beratung der Atlantik-Charta (14. August 1941)

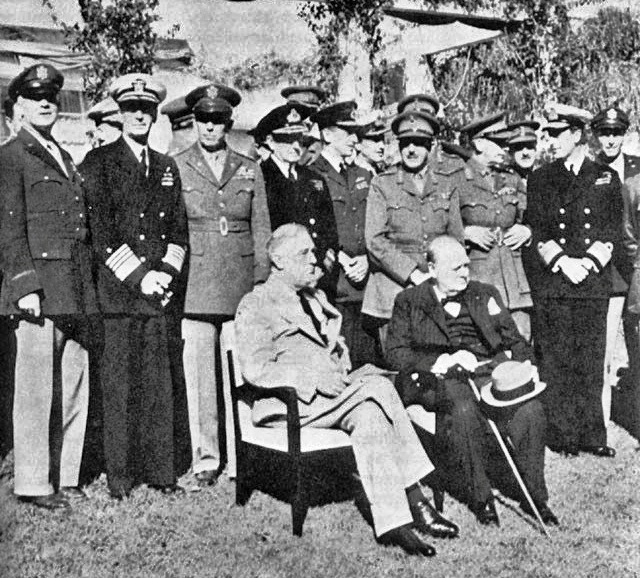
Sitzend: Der amerikanische Präsident Roosevelt und der britische Premierminister Churchill.
Stehend, 1. Reihe v. l. n. r.: General Arnold, Admiral King, General Marshall, Admiral Pound, Air Chief Marshal Portal, General Brooke, Field Marshal Dill und Admiral Mountbatten

Im Anschluss erfolgte seine Beförderung zum Flottenadmiral (Admiral of the Fleet) sowie seine Ernennung zum Ersten Seelord. In dieser Funktion war er bis zu seinem Tod auch Chef des Admiralstabs der Marine (Chief of Naval Staff). Stellvertretender Chef des Admiralstabes wurde Konteradmiral Tom Spencer Vaughan Phillips, der zugleich Lord Commissioner of the Admiralty war.
1940 kam es wiederholt zu Auseinandersetzungen zwischen ihm und Premierminister Winston Churchill mit Admiral John Tovey, dem Oberbefehlshaber der Home Fleet in Scapa Flow. Nachdem in den ersten Wochen des Zweiten Weltkrieges mehrere britische Schiffe auf unerklärliche Weise durch die deutsche Kriegsmarine versenkt wurden, ging Pound in einem Bericht an Premierminister Churchill davon aus, dass die Deutschen eine Geheimwaffe besäßen, die beängstigende Verluste verursachen würden.
Kurz vor der französischen Kapitulation beim Waffenstillstand von Compiègne im Juni 1940 reiste Pound im Auftrag von Churchill zusammen mit dem Kolonialminister Lord Lloyd und dem Ersten Lord der Admiralität A. V. Alexander nach Bordeaux, um mit dem Oberkommandierenden der französischen Streitkräfte, Admiral François Darlan die Modalitäten der Kapitulation zu besprechen und sich von diesem versichern zu lassen, dass kein einziges französisches Kriegsschiff jemals in deutsche Hände fallen werde.
Zwischen 1941 und 1943 war Pound außerdem Erster Aide-de-camp von König Georg VI. in Marineangelegenheiten.
In seiner Funktion als Erster Seelord Funktion befahl er während des Unternehmens Rösselsprung, einem Vorstoß schwerer Überwassereinheiten der deutschen Kriegsmarine vom 2. bis 5. Juli 1942 im Nordmeer gegen den alliierten Nordmeergeleitzug PQ 17, am 4. Juli 1942 den begleitenden Kreuzern daraufhin die Flucht: „Kreuzerverband mit Höchstfahrt nach Westen ablaufen.“ und eine Stunde später die Auflösung des Konvois: „Konvoi auflösen und einzeln nach russischen Häfen weiterlaufen.“ Etwa eine halbe Stunde später erging ein berichtigender Befehl: „Geleitzug ist zu zerstreuen.“
Im Januar 1943 gehörte er zu den Teilnehmern der Casablanca-Konferenz und erarbeitete mit den anderen militärischen Vertretern ausgefeilte strategische Konzeptionen, die darlegten, dass eine Landung in der Normandie den Deutschen nur zu einem leichten Sieg verhelfen werde. Bis auf weiteres blieb das Mittelmeer der einzige Kriegsschauplatz, wo das Risiko sich in überschaubaren Grenzen hielt.
Nach seinem Tod am 21. Oktober 1943 wurde sein Leichnam verbrannt und seine Asche von Bord der Glasgow aus am 27. Oktober in der Straße von Dover, nahe dem Nab Tower, dem Meer übergeben. Anschließend folgte ihm erneut Admiral Cunningham, der ihn zuvor schon im September 1943 kommissarisch vertreten hatte, als Erster Seelord.